# Alassane
Alassane est un prénom masculin africain ainsi qu'un nom de famille.

## Origine et variantes du prénom
Alassane est un prénom masculin d'Afrique subsaharienne et du Maghreb équivalent à Hassan (sous la forme al-Hassan), prénom du petit-fils aîné de Mahomet, fils d'Ali et Fatima. Une autre variante est Lassana.

## Personnalités
Ce prénom est notamment porté par :
- Alassane N'Dour (né en 1981), footballeur sénégalais ;
- Alassane Ouattara (né en 1942), homme d'état ivoirien ;
- Alassane Ouédraogo (né en 1980), footballeur burkinabé ;
- Alassane Pléa (né en 1993), footballeur français d'origine malienne.
- Pour l'ensemble des articles sur les personnes portant ce prénom, consulter :
  - la liste des articles dont le titre commence par ce prénom
  - les listes produites par Wikidata : Liste des personnes de prénom « Alassane » — même liste en incluant les éventuels prénoms composés qui contiennent « Alassane ».

En tant que nom de famille, il est notamment porté par :
- Anne Alassane (née en 1976), cuisinière française ;
- Amadou Alassane (né en 1983), ancien footballeur franco-mauritanien ;
- Ismaël Alassane (né en 1984), footballeur nigérien ;
- Moustapha Alassane (1942-2015), réalisateur, acteur et scénariste nigérien.